# Mark Tremonti
Mark Thomas Tremonti (Detroit, 18 aprile 1974) è un chitarrista e cantante statunitense, noto per la sua militanza negli Alter Bridge e nei Creed. Nel 2011 ha avviato un proprio progetto heavy metal chiamato Tremonti.

## Biografia
Di origine italiana, ha studiato inizialmente alla Detroit Public School prima che la famiglia decidesse di trasferirsi a Wilmette, nell'Illinois. All'età di 11 anni Tremonti iniziò ad ascoltare musica hard rock e heavy metal come i Led Zeppelin, i Celtic Frost, i Metallica e Stevie Ray Vaughan e nel 1985 comprò la sua prima chitarra Ibanez. Si iscrisse a una scuola di chitarra che però abbandonò poco tempo dopo a causa di incomprensioni con l'insegnante, diventando così autodidatta. Tremonti era ancora adolescente quando a sua madre fu diagnosticato il Lupus eritematoso sistemico. La notizia lo colpì notevolmente e lo portò a chiudersi in se stesso. Nel 1990 si trasferì con i familiari a Orlando, Florida, in cui incontrò per la prima volta Scott Stapp.
Nel dicembre 2019 è stato nominato come "Chitarrista del decennio" dai lettori della rivista Guitar World.
Nel marzo 2021 è nata la prima figlia, Stella, affetta da sindrome di Down; questo evento ha spinto il chitarrista a dedicarsi attivamente al sostegno ad associazioni che offrano aiuto alle famiglie conviventi con questa situazione. Da sempre grande appassionato di Frank Sinatra, nel marzo 2022 ha annunciato l'album di cover Tremonti Sings Sinatra, realizzato con il contributo del direttore d'orchestra Mike Smith e dei membri superstiti delle band che hanno accompagnato il cantante italoamericano nella sua carriera musicale, destinandone i proventi alla National Down Syndrome Society.

## Carriera musicale

### Creed
Durante il periodo universitario, Tremonti decise di fondare un gruppo musicale insieme a Scott Stapp. Dopo un'audizione i due ingaggiarono Scott Phillips come batterista e Brian Marshall come bassista fondando i Naked Toddler. Marshall aveva però fatto parte di un gruppo ormai sciolto chiamato Creed e propose così di rinominare la formazione con questo nome. I Creed pubblicarono il loro primo album My Own Prison nel 1997, che ottenne un buon successo negli Stati Uniti d'America. Ad esso sono seguiti Human Clay (1999) e Weathered (2001) dopodiché il gruppo si sciolse nel giugno 2004.
Il 27 aprile 2009 è rientrato assieme agli altri membri nei Creed che hanno pubblicato un nuovo disco, Full Circle (2009).

### Alter Bridge

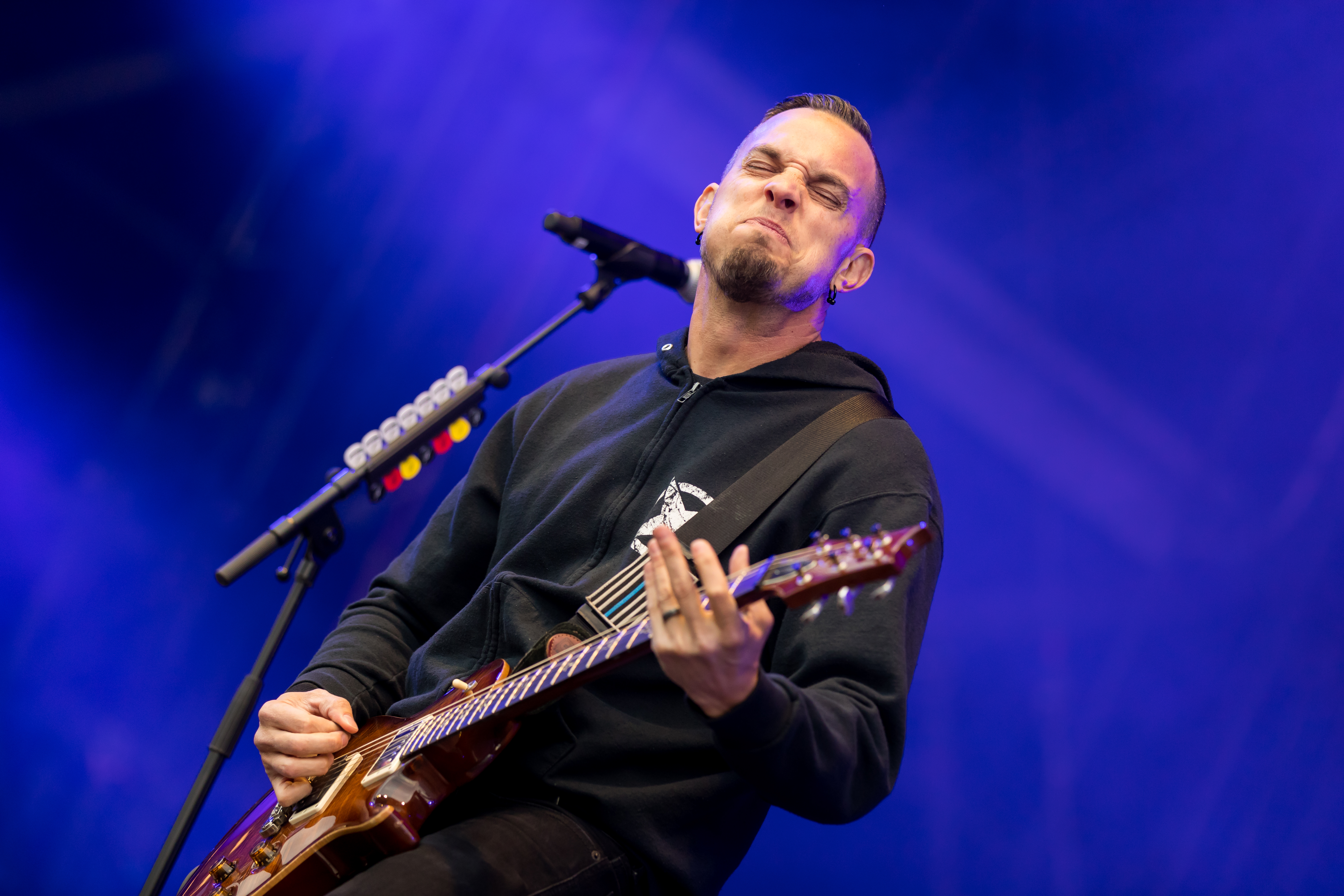
Tremonti con gli Alter Bridge nel 2017

Dopo lo scioglimento dei Creed, Tremonti lavorò con molti chitarristi e musicisti tra i quali Michael Angelo Batio e Fozzy. Successivamente, nel 2004, decise di creare con Myles Kennedy (ex-frontman dei Mayfield Four) gli Alter Bridge, gruppo composto anche da Marshall e Phillips dei Creed.
Con questa band ha pubblicato sette album in studio, il cui ultimo, Pawns & Kings, è uscito nel 2022.
Il 26 luglio 2012 è stato nominato miglior chitarrista della JJ Era (dal 1993 ad adesso) tramite un sondaggio effettuato da una radio di Orlando, Florida (101.1 WJJR The Rock Station); questo è stato possibile grazie ai più di 20000 voti ottenuti grazie ai fan che l'hanno votato, battendo illustri chitarristi del calibro di Kirk Hammett, Dan Donegan, Eddie van Halen e Synyster Gates.

### Tremonti
Nel 2012 Tremonti ha creato un progetto solista, i Tremonti, caratterizzato da sonorità più thrash metal e pesanti rispetto alle altre due formazioni in cui ha militato. La prima pubblicazione è stata All I Was, prodotto da Michael "Elvis" Baskette e uscito il 17 luglio 2012.
Il 5 giugno 2015 è stato pubblicato Cauterize, mentre il 29 aprile dell'anno successivo è stata la volta di Dust. L'8 giugno 2018 è stato pubblicato il quarto album A Dying Machine, primo concept album in carriera.
Il 24 settembre 2021 è stato pubblicato il quinto album Marching in Time, la cui composizione è iniziata durante le misure di confinamento imposte negli Stati Uniti d'America a causa della pandemia di COVID-19.
Il 10 gennaio 2025 esce l'album The End Will Show Us How, per l'etichetta Napalm Records, a cui fa seguito un tour europeo che vedrà i Tremonti esibirsi anche a Milano.

## Discografia

### Da solista
- 2022 – Mark Tremonti Sings Frank Sinatra

### Con i Creed
- 1997 – My Own Prison
- 1999 – Human Clay
- 2001 – Weathered
- 2009 – Full Circle

### Con gli Alter Bridge
- 2004 – One Day Remains
- 2007 – Blackbird
- 2010 – AB III
- 2013 – Fortress
- 2016 – The Last Hero
- 2019 – Walk the Sky
- 2022 – Pawns & Kings

### Con i Tremonti
- 2012 – All I Was
- 2015 – Cauterize
- 2016 – Dust
- 2018 – A Dying Machine
- 2021 – Marching in Time
- 2025 – The End Will Show Us How

### Collaborazioni
- 2004 – Submersed – Flicker (da In Due Time)
- 2005 – Fozzy – The Way I Am (da All That Remains)
- 2008 – Bury Your Dead – Year One (da Bury Your Dead)
- 2008 – Sevendust – Chapter VII: Hope & Sorrow
- 2009 – Michael Angelo Batio – Metallica Rules (da Hands Without Shadows 2 – Voices)
- 2013 – Leslie West – Dyin' Since The Day I Was Born (da Still Climbing)
- 2015 – Michael Angelo Batio – Burn (da Shred Force 1: The Essential MAB)
- 2019 – Ellefson – Hammer (da Sleeping Giants)